# Acaenitus incisurator
Acaenitus incisurator är en stekelart som först beskrevs av Amédée Louis Michel Lepeletier och Jean Guillaume Audinet Serville 1825.  Acaenitus incisurator ingår i släktet Acaenitus och familjen brokparasitsteklar. Inga underarter finns listade i Catalogue of Life.